# Años 1580 a. C.
La década de los años 1580 a. C. comenzó el 1 de enero de 1589 a. C. y terminó el 31 de diciembre de 1580 a. C. Corresponde al siglo XVI a. C.